# Tomoaki Seino
Tomoaki Seino (japanisch 清野 智秋 Seino Tomoaki; * 29. September 1981 in der Präfektur Niigata) ist ein ehemaliger japanischer Fußballspieler.

## Karriere
Seino erlernte das Fußballspielen in der Schulmannschaft der Akita Commercial High School. Seinen ersten Vertrag unterschrieb er 2000 bei den Júbilo Iwata. Der Verein spielte in der höchsten Liga des Landes, der J1 League. Im November 2002 wechselte er zu Shizuoka FC. 2004 wechselte er zum Zweitligisten Consadole Sapporo. Für den Verein absolvierte er 75 Ligaspiele. Im Oktober 2006 wechselte er zu Shizuoka FC.

## Erfolge
Júbilo Iwata
- J1 League

Meister: 2002
Vizemeister: 2001
- J.League Cup

Finalist: 2001